# Henri Bernard (professor)
Henri Bernard (Brussel, 3 augustus 1900 – Schaarbeek, 15 februari 1987) was een Belgisch militair en professor. Hij diende als officier in het Belgische leger en nam tijdens de Tweede Wereldoorlog deel aan de Achttiendaagse veldtocht. Daarna ging hij in de weerstand, vluchtte naar Engeland, nam deel aan de voorbereiding van de landing door de geallieerden en de latere operaties op het Europese continent. Na de oorlog werd hij professor krijgsgeschiedenis aan de Koninklijke Militaire School (KMS). In 1986 werd hij door koning Boudewijn als baron in de adelstand verheven.

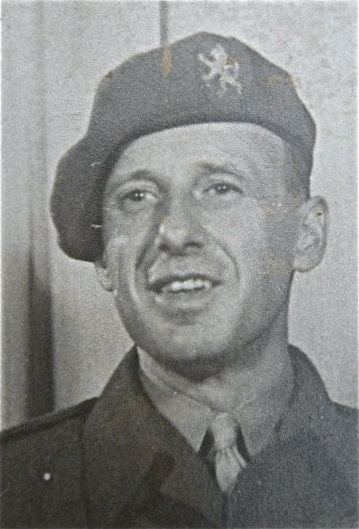
Henri Bernard in 1945

## Afkomst en jonge jaren
Henri Bernard was de zoon van Léopold Bernard en Clémence Dewez. Léopold Bernard was een hoger officier van het Belgische leger. Hij liep school in Waver, aan het “Collège Saint-Michel“ en het “Institut Saint-Louis”, waar hij in 1918 afstudeerde in de Grieks-Latijnse afdeling. Tussen 1908 en 1913 vergezelde hij vaak zijn vader op bezoek bij luitenant-generaal Gérard Leman, de commandant van de Koninklijke Militaire School en toekomstig verdediger van de vestingen van Luik, en bij luitenant-kolonel Jules Marie Alphonse Jacques, tweede in bevel van de KMS, die na de Eerste Wereldoorlog zou bekend worden als “Jacques de Dixmude“.
In de Eerste Wereldoorlog was hij, tijdens de bezetting van België door het Duitse leger, actief als verdeler van de clandestiene krant La Libre Belgique, waarvoor hij in 1919 het Burgerlijk Ereteken 1914-1918 1ste Klas kreeg.
Bernard trouwde in 1923 en kreeg twee zonen en een dochter.

## Militaire loopbaan
De militaire loopbaan van Henri Bernard begon op 2 december 1918 als vrijwilliger bij het 2de Regiment Grenadiers.
Op 26 december 1921 werd hij bevorderd tot onderluitenant en aangeduid voor het 9de Linieregiment.
Van 9 december 1924 tot 14 augustus 1929 volgde hij als leerling van de 85ste promotie genie en artillerie de cursussen aan de Koninklijke Militaire School.
Op 26 december 1924, tijdens de cursus, werd hij bevorderd tot luitenant en aangeduid voor het 4de Regiment van de genie te Namen.
Op 26 maart 1930 werd hij kapitein en aangeduid voor het Regiment van de transmissietroepen in Vilvoorde.
Op 15 september 1932 werd hij leerling aan de Krijgsschool en na de studies op 21 augustus 1934 kapitein SBH (Stafbrevethouder).
Op 4 april 1935 werd hij belast met de cursus geografie aan de Krijgsschool, vanaf 20 juli als lid van het Regiment van de transmissietroepen
Op 27 juli 1938 werd hij chef van het 3de bureau van de staf van het 1ste Legerkorps.
Op 15 juni 1939 werd hij chef van de sectie werken van de 4de Directie van de Genie en Fortificaties (4 DGnF) die belast was met de constructie van de KW-stelling waar Belgische, Britse en Franse legers moesten slag leveren in geval van een Duitse invasie.
Wanneer op 15 mei de stelling werd opgegeven als gevolg van de doorbraak op het Franse front tussen Dinant en Sedan organiseerde en leidde hij de terugtocht van zijn eenheden. Op 18 mei verving hij de commandant van de 4 DGnF. Hij kreeg dan het bevel zijn eenheid naar Frankrijk te brengen.
Op 28 mei 1940 capituleerde het Belgische leger. Op 6 juni was zijn eenheid in Montpellier waar ze ontbonden werd.
Hij werd dan opgenomen in het kabinet van de minister van landsverdediging, luitenant-generaal Henri Denis, dat geïnstalleerd was in Villeneuve-sur-Lot in Frankrijk.
Op 30 september 1940 was hij terug in Brussel waar hij in dienst van de Belgische administratie werkte en tegelijk actief was in het verzet.
In oktober 1941 had een verrader het clandestiene inlichtingennetwerk geïnfiltreerd. Henri Bernard en zijn echtgenote liepen groot gevaar in België. Eind 1941 konden ze met hun dochter via Frankrijk en Portugal vluchten naar Engeland.
Van 1942 tot 1944 diende Henri Bernard in Londen in het Belgische Ministerie van Landsverdediging.
In 1944, op 10 september, verliet hij Londen als stafchef van de Belgische missie bij SHAEF (Supreme Headquarters Allied Expeditionary Forces).
Op 26 juni 1944 werd hij tot majoor SBH (Stafbrevethouder) bevorderd.
Hij werd stafchef van de 1ste Infanteriebrigade en gedetacheerd naar de 52ste Divisie waarmee hij deelnam aan de Slag van het Reichswald.
Op 5 april 1945 werd hij slachtoffer van een ongeval zodat hij niet kon deelnemen aan de verdere operaties van de brigade tot het staakt-het-vuren op 8 mei 1945.
Na enkele weken herstel deed hij dienst in de staf van het Belgische leger, nadien in een centrum voor instructie en tot slot als commandant van de school voor vervolmaking te Bosvoorde.
Op 26 maart 1948 werd hij bevorderd tot luitenant-kolonel en 26 maart 1950 tot kolonel.
In 1948 en in 1950 was hij aide-de-camp van prins-regent Karel van België.
Als lid van het Geheim Leger werd hij erkend als inlichtingenagent en als kapitein en majoor van de weerstand.

## Academische carrière

### Professor en historicus
Henri Bernard had ervaring opgedaan als professor aan de Krijgsschool, als strijder tijdens de Achttiendaagse veldtocht, als weerstander tijdens de bezetting van België, als stafofficier in Londen bij de voorbereiding van de landing op het continent, en als stafofficier bij de geallieerden en de Belgische Brigade Bevrijding.
Wanneer de Koninklijke Militaire School na de oorlog opnieuw de deuren opende werd hij ermee belast krijgskunst, militaire geschiedenis en aardrijkskunde te doceren. (12 januari 1946).
Op 13 januari 1948 werd hij tot professor militaire geschiedenis benoemd.
Op 1 juni 1951 werd zijn ontslag als officier aanvaard. Hij ging met zijn graad en anciënniteit over naar het reservekader en werd burgerprofessor aan de Koninklijke Militaire School benoemd.

### Werken
Tijdens zijn academische loopbaan heeft Professor Henri Bernard talrijke boeken, artikelen en monografieën, geschreven of eraan meegewerkt.
Librarything, een internetcatalogus van boeken somt vierendertig boeken op waarvan enkele heruitgaven. Pallas, een geïntegreerd ontsluiting- en beheerssysteem voor archiefinstellingen en documentatiecentra somt 57 items op waarvan 51 boeken, artikelen en monografieën.
Daarnaast publiceerde Henri Bernard artikelen in diverse Belgische en buitenlandse tijdschriften waaronder vijfentwintig bijdragen voor de Biographie Nationale en de Nouvelle Biographie Nationale.
Zijn werken geven blijk van zijn vernieuwende kijk op krijgsgeschiedenis, van zijn geloof in een Europese unie en de verwerping van elke vorm van totalitarisme. In zijn geschriften en mondelinge colleges verwoordde hij zijn ideeën in een klare en beeldrijke, soms bijtende stijl.
Het Franstalige Wikipedia-artikel waarop dit artikel steunt, vermeldt de titels van een beperkt aantal boeken en zonder enige bibliografische gegevens. De bibliografische gegevens in dit artikel zijn die van Pallas, waar beschikbaar, of bijeengesprokkeld uit diverse bronnen.

#### Vernieuwende werken
Henri Bernard beperkte het onderricht van de krijgsgeschiedenis niet tot het krijgsverrichtingen zonder meer, maar gaf die een plaats in het brede raamwerk van de algemene geschiedenis.
- De Marathon à Hiroshima (3 vol. et 3 atlas) (1949) [4][5][6]
- Par la paix armée vers la guerre totale. Compléments d'histoire contemporaine (1951)[7]
- Leçons d'histoire militaire (2 vol. et 2 atlas) (1952) [8]
- Des séismes nationaux aux éruptions mondiales. Compléments d'histoire contemporaine (1954)
- La guerre et son évolution à travers les siècles (2 vol. et 2 atlas) (1956-1957) [9]
- Guerre totale et guerre révolutionnaire (3 vol. et 3 atlas) (1965-1968) “[10][11][12]
- Totale oorlog en revolutionaire oorlog (2 boekdelen) (1965) [13]

#### Andere historische werken
- La Campagne de Belgique de 1815 ou la faillite de la liaison et des transmissions (1954) (2 vol.)[14]
- L'An 14 et la campagne des illusions (1983), gebaseerd op het velddagboek van zijn vader.[15]
- L'Armée Secrète, 1940-1944 (1986), met naschrift van Henri Bernard.[16]
- L'autre Allemagne: la résistance allemande à Hitler, 1933-1945 (1976)[17]
- Bataille de Belgique-Dunkerque, 10 mai - 4 juin 1940 (1990)[18]
- Begrippen van historische kritiek (1961)[19]
- Der verhängnisvolle Irrtum: Hitlers Fehlkalkulation in den Ardennen beschleunigte vor 40 Jahren das Ende (1984) over de rol van de gendarmerie tijdens het Ardennenoffensief.[20]
- Die Ardennenschlacht[21]
- Die Ardennenschlacht und die Bedeutung St. Viths (1969)[22]
- Encyclopédie de la guerre 1939-1945 (1977)[23][24]
- Esprit de la Résistance et conscience européenne (1980), een oproep tot hen die het Europa van de toekomst vorm geven.[25]
- Geest van het verzet en Europees bewustzijn (1980) .[26]
- Het Geheim Leger, 1940-1944 (1986)[27]
- Histoire de la Résistance européenne. La "quatrième force" de la guerre 39-45 (1968) over de solidaire weerstand in de bezette landen als eerste manifestatie van de Europese idee.[28]
- Historique de la position Koningshooikt-Wavre (KW) et de la 4e Direction du Génie et des Fortifications (4 DGnF) (1987)"[29]
- Krijgsgeschiedenis van Marathon tot Hiroshima. 3/1. De oorlog 1939-1945: de periode van geallieerd overwicht (november 1942-augustus 1945) (1949)[30]
- La bataille d'Ardenne: l'ultime Blitzkrieg de Hitler (décembre 1944-janvier 1945) (1984)[31]
- La bataille d'Ardenne: l'ultime Blitzkrieg de Hitler (1990)[32]
- La bataille d'Ardenne: l'ultime Blitzkrieg de Hitler[33]
- La bataille d'Ardenne: l'ultime Blitzkrieg de Hitler (1994)[34]
- La guerre de Sécession des États-Unis, 1861-1865 (1973-1975) waarin Henri Bernard die oorlog als een totale oorlog behandelt en er op wijst dat de lessen van die oorlog miskend werden.[35]
- La nouvelle bibliothèque de l'honnête homme (1968) waarin Henri Bernard het hoofdstuk schrijft: Philosophie de l'Histoire.[36]
- La Résistance 1940-1945 (1968-1969) is een inleiding tot de geschiedenis van het Belgische verzet en een bron voor de studie ervan.[37]
- Le communisme et l'aveuglement occidental (1982) belicht, zonder enige vooringenomenheid tegenover het Russische volk, het wezen van het marxisme-leninisme en het leninisme-stalinisme. Het is een pleidooi voor het respect voor de menselijke waardigheid.[38]
- Les Dossiers de la Seconde Guerre mondiale (1964)[39]
- Le Duc de Wellington et la Belgique (1973) is een biographie van de overwinnaar van Waterloo van 18 juni 1815.[40]
- Panorama d'une défaite. Bataille de Belgique-Dunkerque 10 mai-4 juin 1940 (1984) laat toe de politieke strategie van België van 1936 tot 1940 en de daaropvolgende tragische gebeurtenissen van België te begrijpen.[41]
- Terre commune. Histoire des Pays de Benelux, microcosme de l'Europe (1962) getuigt van zijn Europese overtuiging.[42]
- Totale oorlog en revolutionaire oorlog (1965)[43]
- Un maquis dans la ville. Historique des Milices patriotiques de Schaerbeek (1970), verhaalt een aspect van de Belgische clandestiene strijd tegen de bezetter.[44]
- Un Géant de la Résistance: Walthère Dewé (1971, 1973), brengt het verhaal van een verzetsstrijder tijdens de twee wereldoorlogen.[45]
- Jean del Marmol, une grande figure de l'Armée secrète (1972), schetst het levensverhaal van een vriend van het Geheim Leger.
- Le Duc de Wellington et la Belgique (1972-1983) waarin we leren wat België hem verschuldigd is na Waterloo en in 1830.[46]
- Esprit de la Résistance et conscience européenne - Geest van het Verzet en Europees Bewustzijn (1980) is een oproep tot hen die het Europa van de toekomst vorm geven.[25]

### Verenigingen
Henri Bernard was ook actief in verenigingen zoals het “Centre Européen d'Histoire Burgondo-Rhénane“ (Bazel), de leerstoel “Études bourguignonnes“ van de Universiteit van Leuven, het “Institute for Strategic Studies“ (Londen) en de “Académie belgo-espagnole d'Histoire“.

## Onderscheidingen decoraties
- Ridder-Commandeur in het Britse Rijk;
- Grootofficier in de Orde van Leopold II, door koning Boudewijn in 1977 overhandigd bij de intrede van de nieuwe promoties en de eedaflegging van de leerlingen van de Koninklijke Militaire School;
- 1986: verheven in de adelstand als baron;
- 1989: de Polytechnische promotie die in 1989 de KMS begint krijgt de naam "promotie professeur baron Henri Bernard";
- le Premier prix de la Fondation Hubert Pierlot voor La Résistance 1940-1945
- le Prix Bernheim voor Un Géant de la Résistance: Walthère Dewé;
- le Prix des Scriptores Catholici voor Le Duc de Wellington et la Belgique.